# Global fördunkling
Global fördunkling är ett klimatfenomen som gör att temperaturen i jordens atmosfär minskar på grund av luftföroreningar. Detta sker genom att aerosoler (småpartiklar) som sot, aska och nitrater påverkar molnen så att dessa reflekterar en större andel av ljuset tillbaka ut i rymden. 
En rad vetenskapliga studier analyserar betydelsen av ökad mängd långvariga kondensationsstrimmor från högflygande flygtrafik, och föreslår att detta kan trigga formering av cirrusmoln och bidra till den globala uppvärmningen.
Effekten varierar mellan olika platser men globalt uppskattas det att man har fått en reduktion på ungefär 5% av solljuset som når markytan under perioden 1960-1990. Trenden har sedan dess vänt och mängden solljus som når marken ökar igen. Det har spekulerats i att den senaste tidens ökning kan bero på att man har infört effektivare förbränning av fossila bränslen (som resulterar i en mindre mängd smutspartiklar) samt katalysatorer på bilar osv.
Vissa forskare menar att växthuseffekten kan ha underskattats på grund av att man inte räknat med den temperaturminskning som luftföroreningarna, via global fördunkling, kan medföra utan bara fokuserat på utsläppens uppvärmningseffekt. Det har även diskuterats huruvida global fördunkling kan ha bidragit till den svåra torkan i Sahel-området i Afrika under 1970-talet och 1980-talet.
Global fördunkling pågick under 1950-talet fram till 1980-talet och begränsade uppvärmningen då. Därefter kan den vändande trenden snarare ha förstärkt uppvärmningen.